# 얀 쾰레만스
얀 안나 휘마르 쾰레만스(네덜란드어: Jan Anna Gumaar Ceulemans, 1957년 2월 28일 ~ )는 벨기에의 은퇴한 축구 선수로, 포지션은 공격형 미드필더였다.
1974년 리르서 SK 소속으로 데뷔했고 1978년부터 1991년까지 클럽 브루게 소속으로 뛰면서 팀의 벨기에 리그 4회 우승(1980년, 1988년, 1990년, 1992년)과 벨기에 컵 2회 우승(1986년, 1991년), 벨기에 슈퍼컵 5회 우승(1980년, 1986년, 1988년, 1990년, 1991년)에 공헌했다.
1977년부터 1991년까지 벨기에 대표팀에서 뛰는 동안 96경기에 출전하여 23득점을 기록했으며 그가 세운 대표팀 출전 기록은 벨기에 대표팀 최다 출전 기록으로 남아 있다. UEFA 유로 1980과 1982년 FIFA 월드컵, UEFA 유로 1984, 1986년 FIFA 월드컵, 1990년 FIFA 월드컵에서 벨기에 대표로 출전했으며 특히 UEFA 유로 1980에서는 벨기에가 준우승을 차지하는 데에 공헌했고 1986년 FIFA 월드컵에서는 벨기에가 4위를 차지하는 데에 공헌했다. 2004년 3월 펠레가 선정한 현존하는 최고의 축구 선수 목록인 FIFA 100에 선정되었다.

## 수상

### 클뤼프 브뤼헤
- 퍼스트 디비전 : 1979–80, 1987–88, 1989–90
- 벨기에컵 : 1985–86, 1990–91
- 벨기에 슈퍼컵 : 1980, 1986, 1988, 1990, 1991

### 벨기에 국가대표
- 유로 준우승 : 1980
- 월드컵 4위 : 1986

### 감독
- 벨기에컵 : 2000-01
- 벨기에 슈퍼컵 : 2005

### 개인
- 발롱도르 : 5위 (1980)
- 벨기에 올해의 선수 : 1984, 1985, 1986
- 퍼스트 디비전 올해의 선수 : 1979–80, 1982–83, 1985–86
- 벨기에 골든슈 : 1980, 1985, 1986
- 유로 대회 베스트 : 1980
- 월드컵 올스타팀 : 1986
- 20세기 벨기에 선수 2위 : 1995
- 벨기에 협회 125주년 팀 : 2020
- 벨기에 스포츠 공로상 : 1990
- FIFA 100 : 2004